# Грюнвальд (замок)
Грюнвальд (нем. Burg Grünwald) — средневековый замок, расположенный в городке Грюнвальд к югу от Мюнхена в земле Бавария, Германия. В настоящее время в крепости, построенной на вершине холма над долиной реки Изар, находится филиал музея Государственной археологической коллекции. Это один из двух сохранившихся средневековых замков в непосредственной близости от Мюнхена (другой — Блютенбург).

## История

### Ранний период
Ещё до 1000 года в 2,5 км к юго-западу от нынешнего замка существовало каменной укрепление с высокой жилой башней. Вероятно, это сооружение было создано на основе старинного римского форта.
Современный средневековый замок впервые упоминается в документах как собственность графов фон Андек в XII веке. В 1272 году он перешёл во владение могущественного рода Виттельсбахов: баварский герцог Людвиг II Строгий приобрёл крепость у Ульриха фон Велленберга, министериала графов фон Андек. Замок стал резиденцией третьей жены герцога Мехтильды — дочери короля Рудольфа I Габсбурга. Рождённый ею сын Людвиг, впоследствии ставший императором, также много времени проводил в Грюнвальде. Его сын, герцог Йоханнес III Грюнвальдский родился в замке около 1392 года. Поэтому он и вошёл в историю под прозвищем Грюнвальдский. Пока в Мюнхене бушевала чума (с 1439 по 1440 год), Грюнвальд несколько раз служил убежищем герцогу Альбрехту III.
Перед свадьбой баварского герцога Альбрехта IV в замке были произведены ремонтные работы. Комплекс значительно расширили. Строительные работы велись в 1486 и 1487 годах. Ими руководил мастер Йорг фон Вайкертсхаузен. В баварском государственном архиве сохранился оригинальный счёт на все осуществлённые ремонтные работы.

### XVI век
В феврале 1522 года в замке проходила так называемая Грюнвальдская конференция, собрание знати, имевшее важное значение в европейской истории. На этой встрече правящие герцоги, Вильгельм IV и его брат Людвиг X (который также родился в замке Грюнвальд), согласились с тем, что Бавария должна остаться в лоне католической церкви. Они считали, что Римская церковь нуждается в обновлении, но отвергли реформацию, оставшись приверженцами «старой веры». Это решение сегодня воспринимается как начало Контрреформации в Священной Римской империи и в прочих владениях Габсбургской монархии. Это оказало определило многие события последующих десятилетий.

### XVII–XVIII века

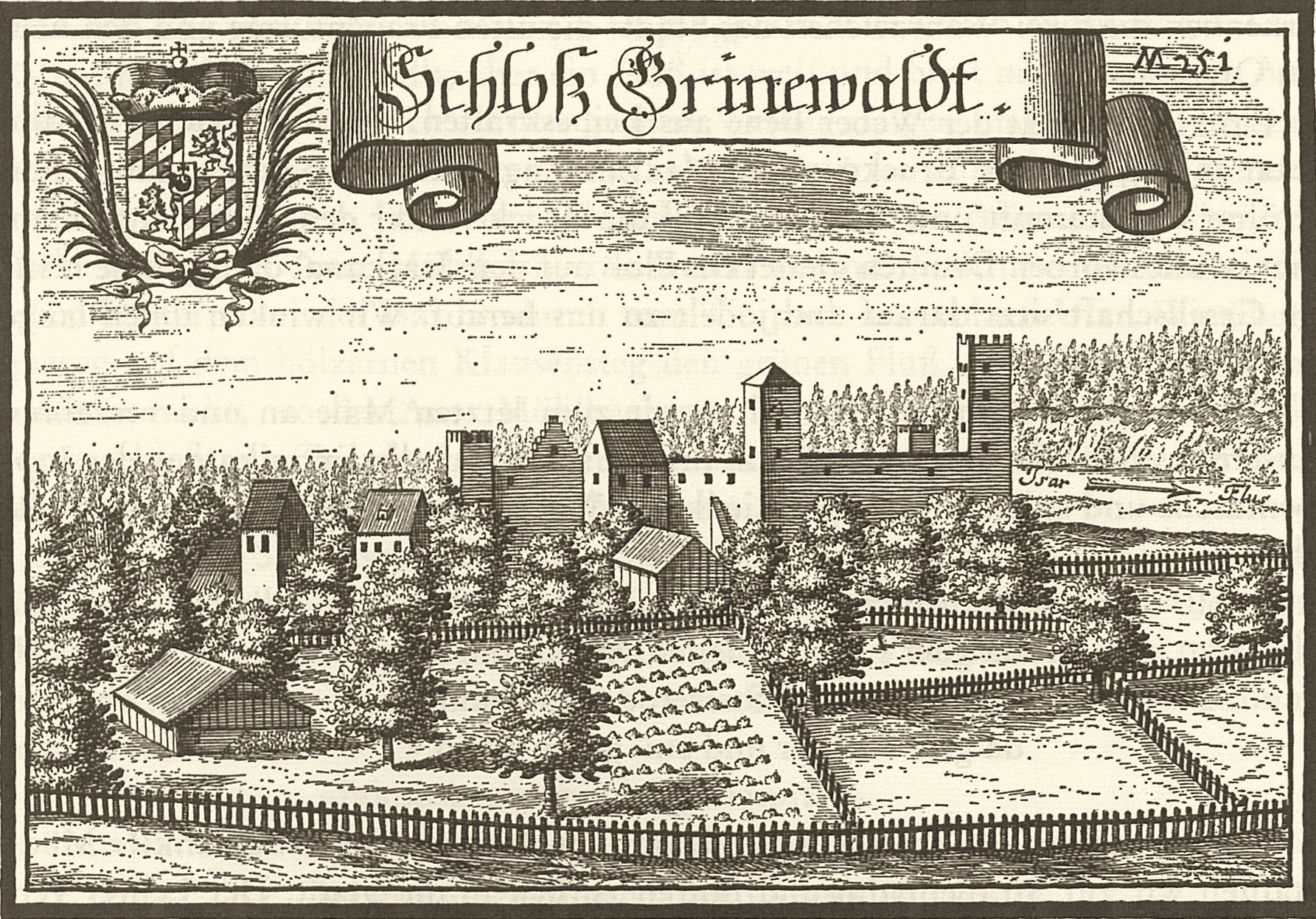
Замок Грюнвальд на рисунке 1700 года

Упадок крепости Грюнвальд начался, когда в конце XVII века курфюрст Максимилиан II предпочёл сделать своими главными резиденциями замки Шлайсхайм, Нимфенбург и Дахау. Грюнвальд постепенно пришёл в запустение, а его стены и здания стали ветшать. Правда, долгое время он служил владетелям Баварии в качестве охотничьего замка. Однако значительная часть комплекса оказалась полностью заброшена.
Позднее здесь устроили пороховой склад и тюрьму. Первым узником, направленным для содержания в Грюнвальд в 1698 году, стал известный итальянский авантюрист и самозванец, называвший себя «Граф Доменико Мануэль Каэтано де Руджеро». Это был сын простого крестьянина из окрестностей Неаполя, который отправился в путешествие по Европе в качестве алхимика. Он предлагал свои услуги многим правящим династиям, обещая переплавлять свинец в золото. Самозванец был разоблачён и арестован. Он предпринял несколько безуспешных попыток сбежать из Грюнвальда. На свободу «граф» смог выйти только в 1704 году, когда Бавария была оккупирована австрийцами.

### XIX век

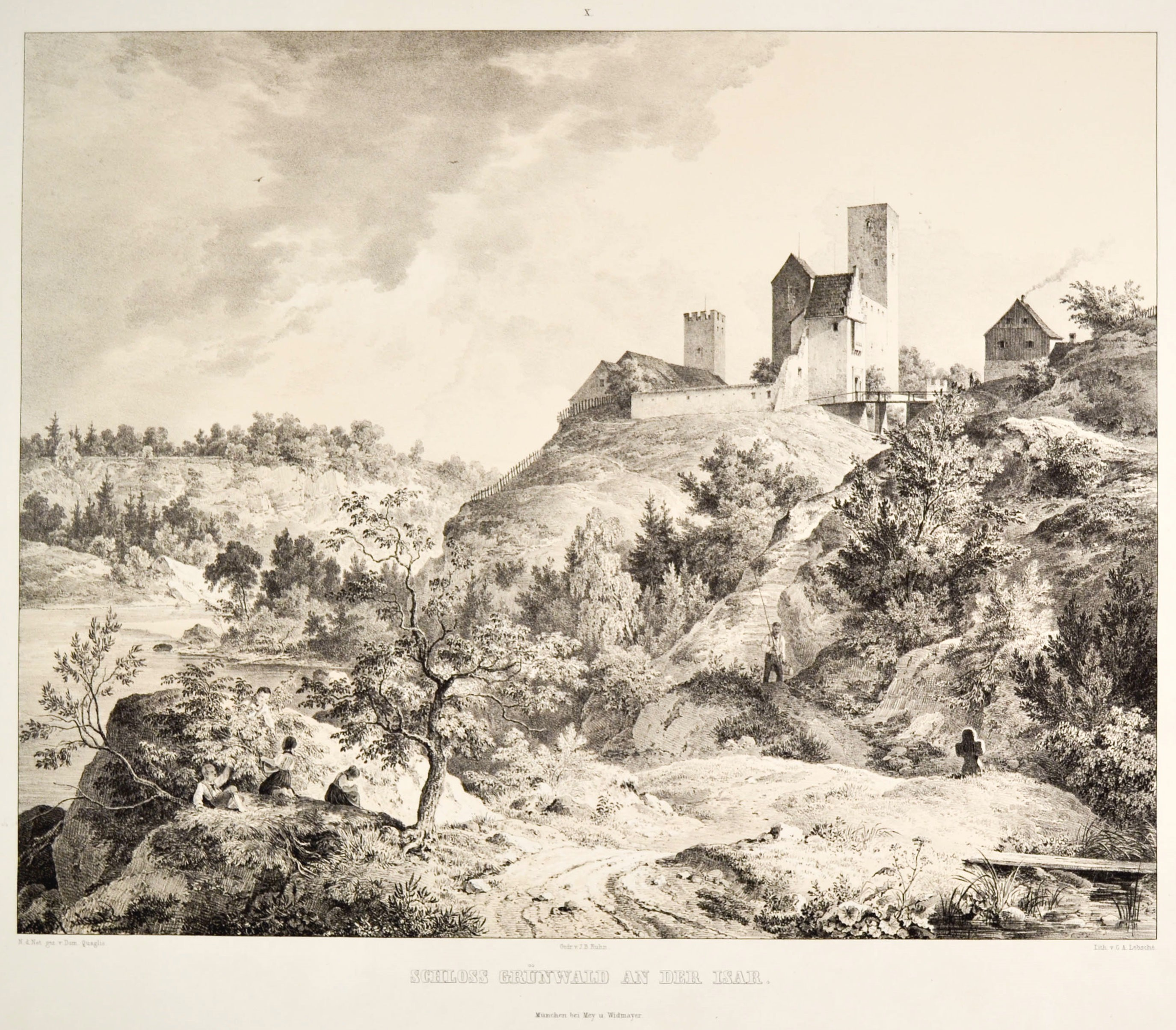
Руины замка Грюнвальд на рисунке 1846 года

В 1879 году замок перешёл в частную собственность к богачам, не имевшим дворянского происхождения. При этом долгое время Грюнвальд оставался в руинах. Не раз предпринимались попытки реставрации комплекса, но они так и не были доведены до конца.

### XX век
Примерно в 1970 году Грюнвальд приобрёл богатый мюнхенский девелопер. Он хотел снести каменные руины. По плану предполагалось частично сохранить только старинные башни, а бывшие замковые постройки перестроить в элитный жилой комплекс. Однако осуществлению этого проекта помешали выступления гражданских активистов, которые требовали сберечь исторический памятник. В итоге власти Баварии в 1976 году решили выкупить замок у собственника. После проведённой реконструкции Грюнвальд был оборудован под нужды музея. Здесь разместился Грюнвальдский музей филиал Государственной археологической коллекции. Экспозиция открылась для посетителей в 1979 году. Бывший бергфрид перестроили в смотровую башню, с которой открывается прекрасный вид на долину реки и окрестности.

## Описание замка
Грюнвальд представляет собой классический немецкий каменный замок Средних веков. Жилая резиденция была окружена кольцевой стеной, усиленной мощными башнями и глубокими рвами. Перед основным замком располагался форбург. Сегодняшняя структура комплекса в основном создана во время масштабной реконструкции замка в конце XV века. С тех пор серьёзных изменений не происходило. Однако регулярные наводнения на Изере (после проливных дождей или в половодье) привели к тому, что замковый холм постоянной подмывало. Из-за этого многие части замка пришлось снести в XVII–XVIII веках. Тогда же оказались утрачены герцогская резиденция с богатым интерьером и капелла Святого Георгия. О прежнем виде замка можно судить по рисунку, сделанному около 1590 года (это изображение хранится в собрании мюнхенской резиденции.
Крепость представляет собой неправильное прямоугольное сооружение. Внутрь можно было попасть с юго-восточной стороны через выступающую надвратную башню (тортурм). Здесь в 1486 или 1487 году был вытесан герб владельцев. В северо-восточном углу возвышается высокая квадратная башня, напоминающая донжон. В центре находится трёхэтажное восточное крыло, в котором доминируют две бывшие жилые башни с двускатными крышами.
В северо-западном углу возвышается зубчатая «Малая башня». К ней примыкает западное крыло комплекса. Глубокий колодец во дворе замка, выложенный туфом, создан в эпоху позднего Средневековья.
В 1984 году во время строительных работ в бывшей тюрьме на одной из стен были обнаружены крупные рисунки. Среди прочего виден Иисус на крестном пути. Рисунки выполнены итальянским самозванцем «графом Каэтано де Руджеро», который находился здесь в заключении несколько лет.
В восточном крыле Грюнвальда расположены кафе, музейный магазин и помещения Мюнхенского музейно-педагогический центра. Большой зал используется для специальных выставок, а также может быть арендован для проведения любых мероприятий. В западном крыле находится постоянная экспозиция, которая в основном посвящена истории замка Грюнвальд от его возникновения до 1500 года. Другая часть экспозиции рассказывает о других замках Баварии.

## Галерея

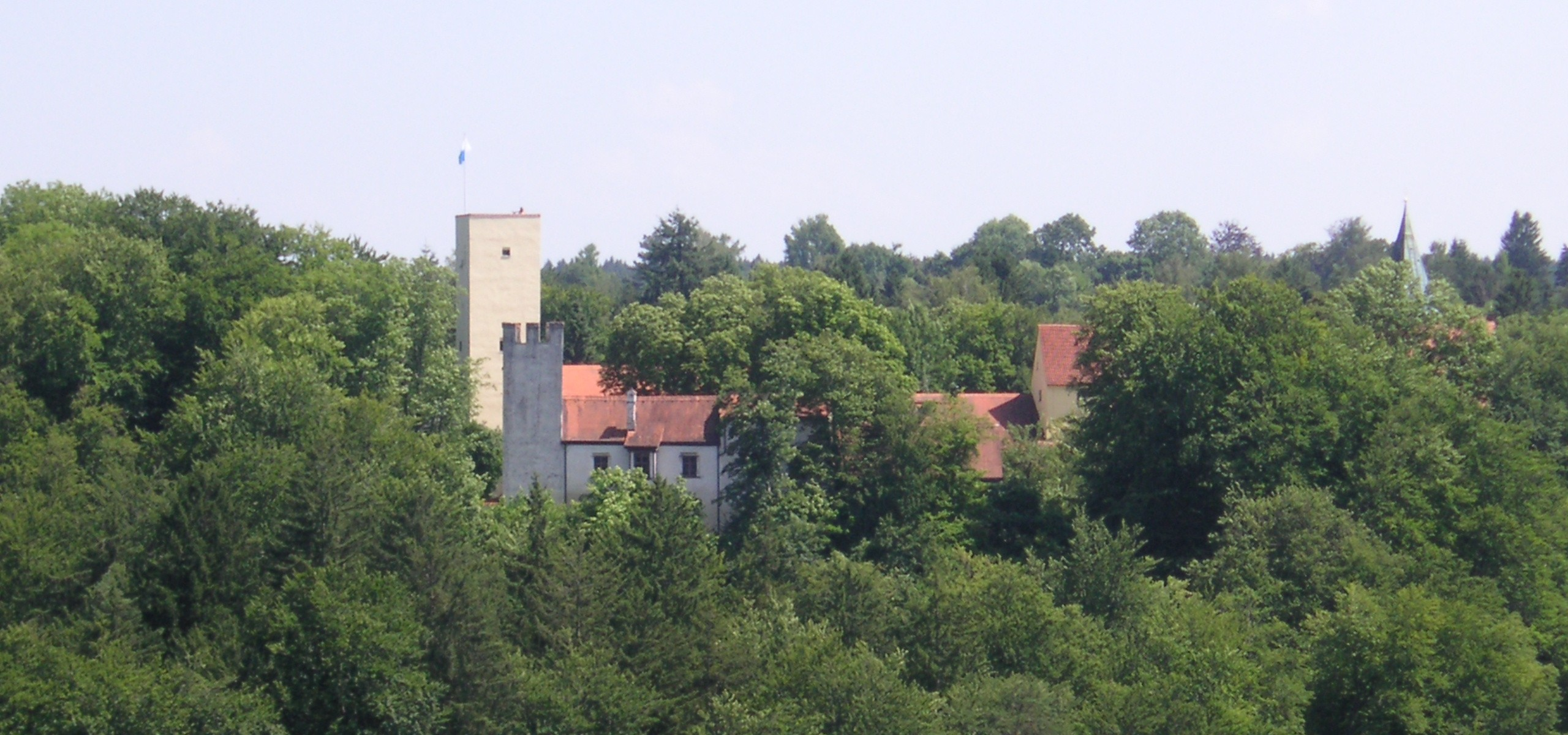
Общий вид замка
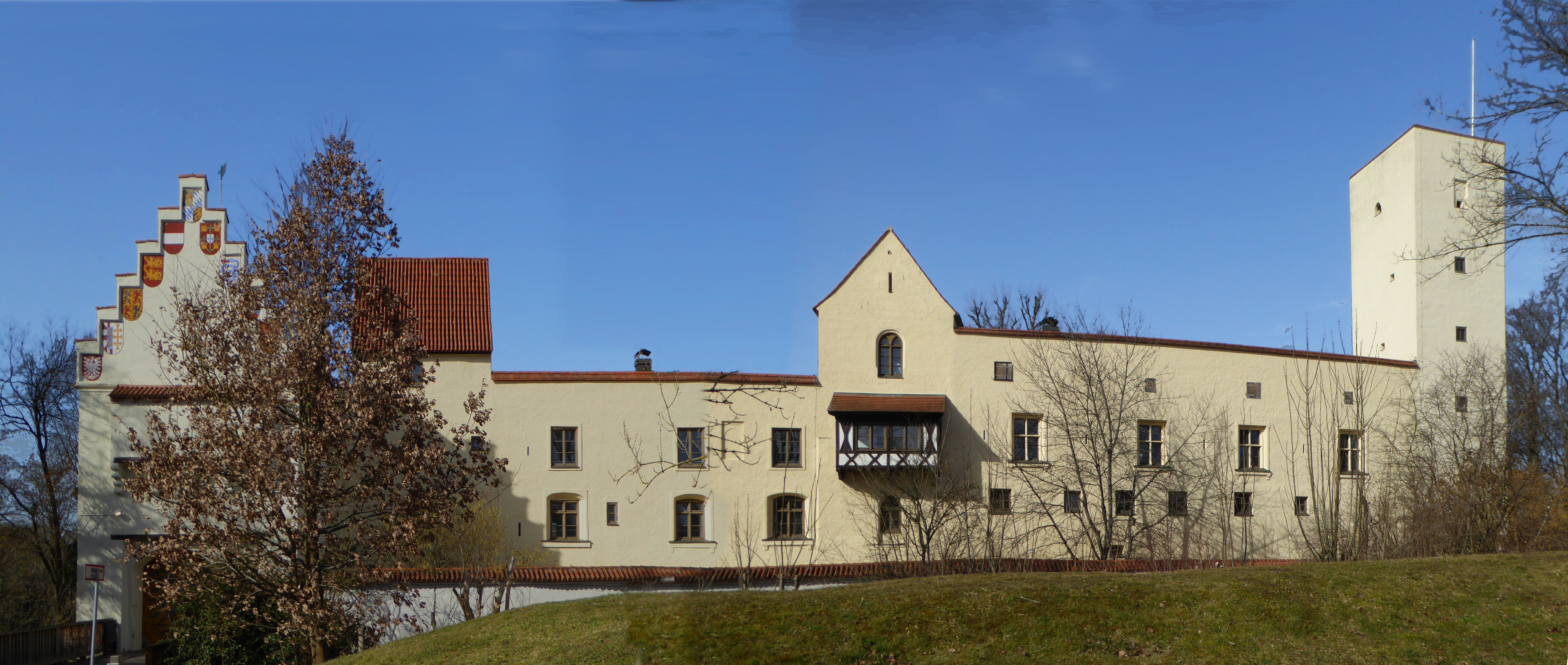
Вид замка с восточной стороны
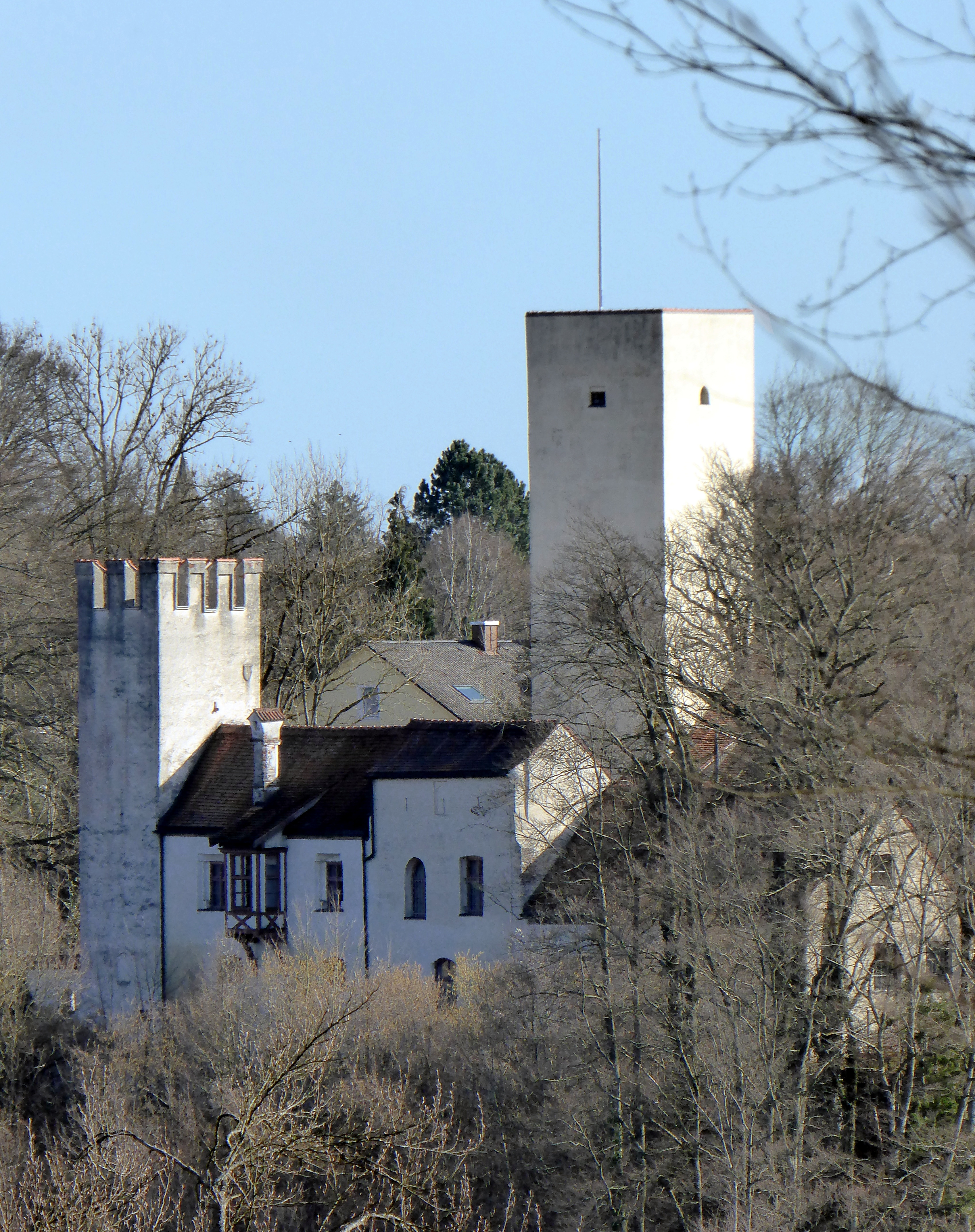
Замок с западной стороны
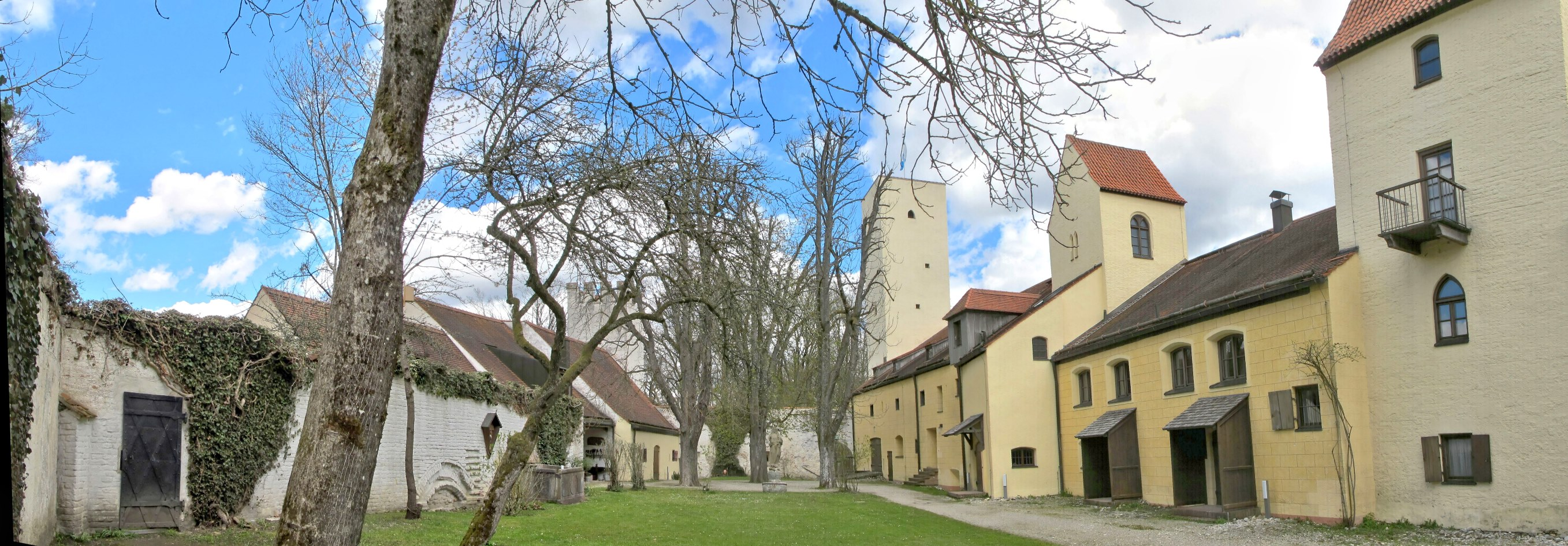
Двор замка
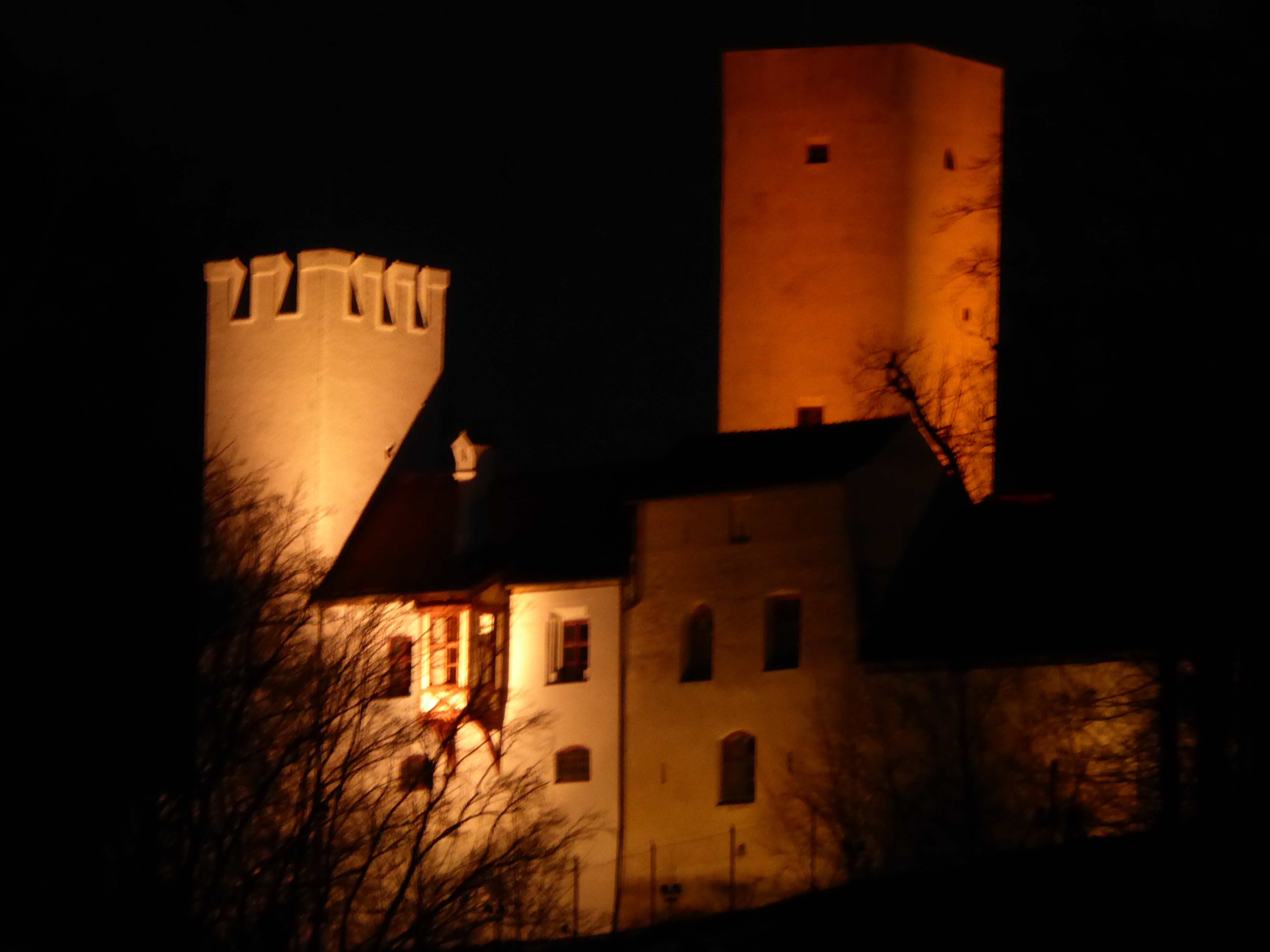
Ночная подсветка замка